# Cojedes
Cojedes ist einer der 23 Bundesstaaten Venezuelas. Die Hauptstadt ist San Carlos. 
Im Norden grenzt Cojedes an Yaracuy und Carabobo, im Nordwesten an Lara, im Westen an Portuguesa, im Süden an Barinas und im Osten an Guárico.

## Verwaltungsgliederung
Der Staat setzt sich aus neun Bezirken (Municipios) zusammen:
| Bezirk                      | Hauptstadt |
| --------------------------- | ---------- |
| Anzoátegui                  | Cojedes    |
| El Pao de San Juan Bautista | El Pao     |
| Falcón                      | Tinaquillo |
| Girardot                    | El Baúl    |
| Lima Blanco                 | Macapo     |
| Ricaurte                    | Libertad   |
| Rómulo Gallegos             | Las Vegas  |
| Ezequiel Zamora             | San Carlos |
| Tinaco                      | Tinaco     |

## Sehenswürdigkeiten
- Thermalbäder von Aguadita
- Thermalbäder Las Galeras de Pao
- Spa Boca Toma
- Finca Piñero
- Cachinche-Stausee im Norden
- Nationalpark Tirgua im Norden

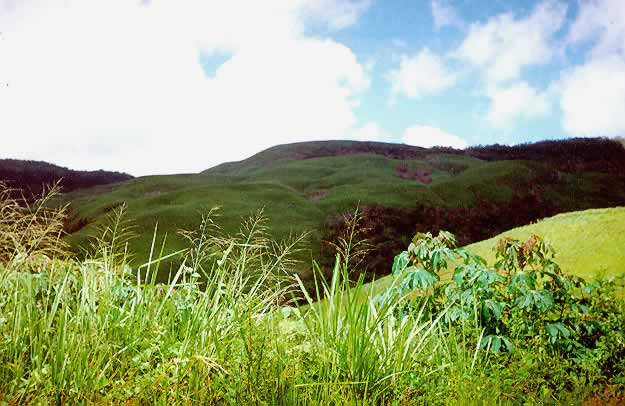
Nationalpark Tirgua

- Kirche der Inmaculada Concepción (Dom von San Carlos)
- Kirche San Juan Bautista
- Kirche Santo Domingo
- Denkmal zum Mangobaum (Redoma del Mango)
- Museum La Blanquera
- Dorf El Baúl
- Tinaco
- Tinaquillo
- Hato Piñero
- Kirche von El Pao
- Ruinen des Klosters von El Pao
- Denkmal für den Indianer Daiterí

Bundesstaaten:

Amazonas |
Anzoátegui |
Apure |
Aragua |
Barinas |
Bolívar |
Carabobo |
Cojedes |
Delta Amacuro |
Falcón |
Guárico |
Vargas (La Guaira) |
Lara |
Mérida |
Miranda |
Monagas |
Nueva Esparta |
Portuguesa |
Sucre |
Táchira |
Trujillo |
Yaracuy |
Zulia
Hauptstadtdistrikt:

Distrito Capital
Bundesunmittelbares Gebiet:

Dependencias Federales